# Dvaravati
Dvaravati (en tailandès: ทวารวดี; en cambodjà: ទ្វារវត្តី - Tvearvottey) fou un antic regne mon situat en la zona central de l'actual Tailàndia, així com algunes regions del nord-est del mateix país i l'oest de Laos. L'arc cronològic de la civilització és ampli, generalment es parla dels segles VII dC al XI dC, si bé existeixen força problemes en la datació de la cultura material i l'acadèmia no ha arribat a cap concens. Dvaravati fa referència a la cultura, l'estil artístic i un gran nombre de regnes independents, sense que cap d'ells ostentés una supremacia perllongada respecte la resta de territoris. La recerca arqueològica durant les últimes dues dècades ha revelat la presència d'un període «proto-Dvaravati» que hauria durat del segle IV al V, i potser abans.

## Història
La cultura Dvaravati estava basada en ciutats envoltades per fossats, la primera de les quals sembla que va ser U Thong, en l'actual província de Suphanburi. Altres punts clau van ser Nakhon Pathom, Phong Tuk, Si Thep, Khu Bua i Si Mahosot entre d'altres. Llegendes gravades en urnes reials ens aporten prova de la historicitat dels següents reis: Suryavikrama (673-688), Harivikrama (688-695), Sihavikrama (695-718). D'altra banda, una inscripció en khmer datada l'any 937 documenta una dinastia de prínceps que va començar amb el rei Bhagadatta i va acabar amb en Sundaravarman i els seus fills Narapatisimhavarman i Mangalavarman. Però en aquella època, al segle x, Dvaravati va començar a estar sota la influència de l'Imperi Khmer i el centre de Tailàndia va ser finalment invaït pel rei Suryavarman II, en la primera meitat del segle xii. L'imperi Hariphuncai va sobreviure als seus ancestres del sud fins a finals del segle xiii, quan va ser incorporat al regne de Lanna. La gent de la regió usaven la llengua mon, malgrat que no es té la total certesa que pertanyessin del poble mon. Existeixen evidències que apunten cap a la inclusió en aquests regnes de molts grups culturals d'ètnies diferents, com ara els malais o els khmers. La teoria de la migració tailandesa a Dvaravati ha estat rebutjada, ja que es va donar molt més tard.
El terme Dvaravati deriva de les monedes que estaven inscrites en llengua sànscrit, on s'anomena śrī dvāravatī. La paraula del sànscrit dvāravatī significa «allò que té portes»:301 (de dvāra "porta, accés, entrada"). El seu nom pot derivar de la ciutat de Dvārakā a l'Índia.
Se sap poc sobre l'administració de Dvaravati. És possible que simplement fos una mera reunió de representants més que no pas un estat centralitzat, que s'expandia des de les zones de costa del nord de la península fins a la regió fluvial de Chao Phraya. L'hinduisme i el budisme eren significatius. Els tres establiments més grans semblen haver estat Nakhon Pathom, Suphanburi, Praak Srigacha, amb centres addicional a U Thong, Chansen, Khu Bua, Pong Tuk, Muang Phra Rot, Lopburi, Si Mahasod, Kamphaeng Saen, Dong Lakhorn, U-Taphao, Ban Khu Muang, i Sri Thep.:303–312
La cronologia tradicional de Dvaravati es basa bàsicmanet en les fonts de viatgers xinesos, notablement els monjos budistes Xuanzang i Yijing, així com en la comparació estilística de la cultura material que ha arribat als nostres dies. Tanmateix, els resultats de les excavacions a Chansen i Tha Muang a U-Thong qüestionen la datació. Ítems típics de la cultura Dvarati datats recentment de U-Thong indiquen que el punt d'inicide la tradició de la cultura Dvaravati podria haver estat l'any 200 després de Crist. La major part de les restes, ja siguin arqueològiques, artístiques o epigràfiques (inscripcions) porten a pensar que el principal període Dvaravati es va estendre al llarg dels segles VII i IX. La cultura i influència Dvaravati també s'estén al nord-est de Tailàndia i en parts del sud de Laos a partir del segle vi. Els principals punts inclouen Muang Fa Dead a la província de Kalasin i Muang Sema a la província de Nakhon Ratchasima.

## Art
Els dvaravati va estar fortament influït per la cultura índia, i van tenir un paper important en la introducció del budisme i particularment l'art budista en la regió. Els motius d'estucs en els monuments religiosos incloïen garudes, makares i nāgues. A més, es van representar grups de músics amb els seus instruments, presoners, dones amb els seus assistents, soldats i indicadors de la vida social. També es van trobar exvots, també moldatges de petits amulets, ceràmica, safates de terracota, i un calendari de bronze, arrecades, campanes i platets.:306–308